# فيك ديفيدسون
فيك ديفيدسون (بالإنجليزية: Vic Davidson)‏ (8 نوفمبر 1950 بغلاسكو في المملكة المتحدة - ) هو لاعب كرة قدم بريطاني في مركز الوسط. لعب مع نادي بلاكبول ونادي سلتيك ونادي ماذرويل وCanton Invaders ‏ وكليفلاند فورس ‏ وفينكس إنفيرنو ‏.

## وصلات خارجية
- فيك ديفيدسون على موقع قاعدة بيانات كرة القدم.إي يو (الإنجليزية)